# Rudy Schreurs
Rudy Schreurs (3 oktober 1955) is een Belgisch voormalig zaalvoetballer.

## Levensloop
Schreurs verdedigde de kleuren van ZVK Hasselt, Isola Hoeselt, ZVC Bilzen en Futsal Genk-Noord. Hij ontving tweemaal de Bronzen Pantoffel, met name in 1984 als speler van ZVK Hasselt en in 1989 in dienst van Isola Hoeselt.
Daarnaast was hij actief in het Belgisch zaalvoetbalteam. Met de Indoor Rode Duivels nam hij onder meer deel aan het wereldkampioenschap van 1989, alwaar hij met de nationale equipe vierde werd. In totaal verzamelde hij 16 caps.